# Houillification

Principaux types de charbons.

La charbonisation, appelée aussi houillification (à ne pas confondre avec la carbonisation) est le processus physico-chimique de transformation en charbon (houille) de couches plus ou moins épaisses de débris végétaux, au cours des âges géologiques.
C’est un processus très lent (millions à centaines de millions d’années) de charbonisation de la matière organique d'origine végétale, en grande partie similaire à ceux qui produisent le pétrole et certains gaz naturels.
Le « degré de houillification » détermine la qualité et le « rang » d’un charbon, mais il n'est pas prédictif de son potentiel de production de gaz de couche. Ce degré (tourbe, lignite, houille, anthracite, et le terme ultime, le graphite qui est du carbone pur) correspond à un enrichissement en carbone, associé à une déshydratation et un appauvrissement en matières volatiles (avec pertes en H et O) en fonction des conditions croissantes de température et de pression du métamorphisme.

## Dans l'histoire des sciences
La présence de nombreux fossiles de plantes dans le charbon a orienté très tôt vers une origine végétale. 
Lemière fait en 1945 le lien entre houillification et la fermentation (E. Schneider, Charbon, 1945, p. 275), mais d'autres processus sont aussi en cause (dont la pression).
Une grande partie du charbon date du Carbonifère, plus particulièrement d'une période de climat chaud et humide favorable à la croissance de forêts luxuriantes en bordure de zones marécageuses, ou de littoral, appelées forêts équatoriales du Carbonifère. La formation du charbon s’est pratiquement arrêtée avec l’apparition de champignons lignivores (capables de lyser la lignine avant qu'elle n'ait le temps de permettre la houillification).

## Houillification et«rang du charbon»
Les charbons les plus denses et riches en carbone sont dits de « haut-rang » (ce sont les plus anciens). 

Les charbons récents sont dits de « bas-rang ».
La détermination du rang d’un charbon est parfois difficile ; elle se fait par l’examen visuel de l’échantillon et par l’étude de leurs macéraux,. Il est également possible d’utiliser la résonance paramagnétique électronique ou d’autres techniques (rayons X, microscopie à fluorescence, flottabilité, etc.) pour étudier le rang d’un charbon.

## Processus

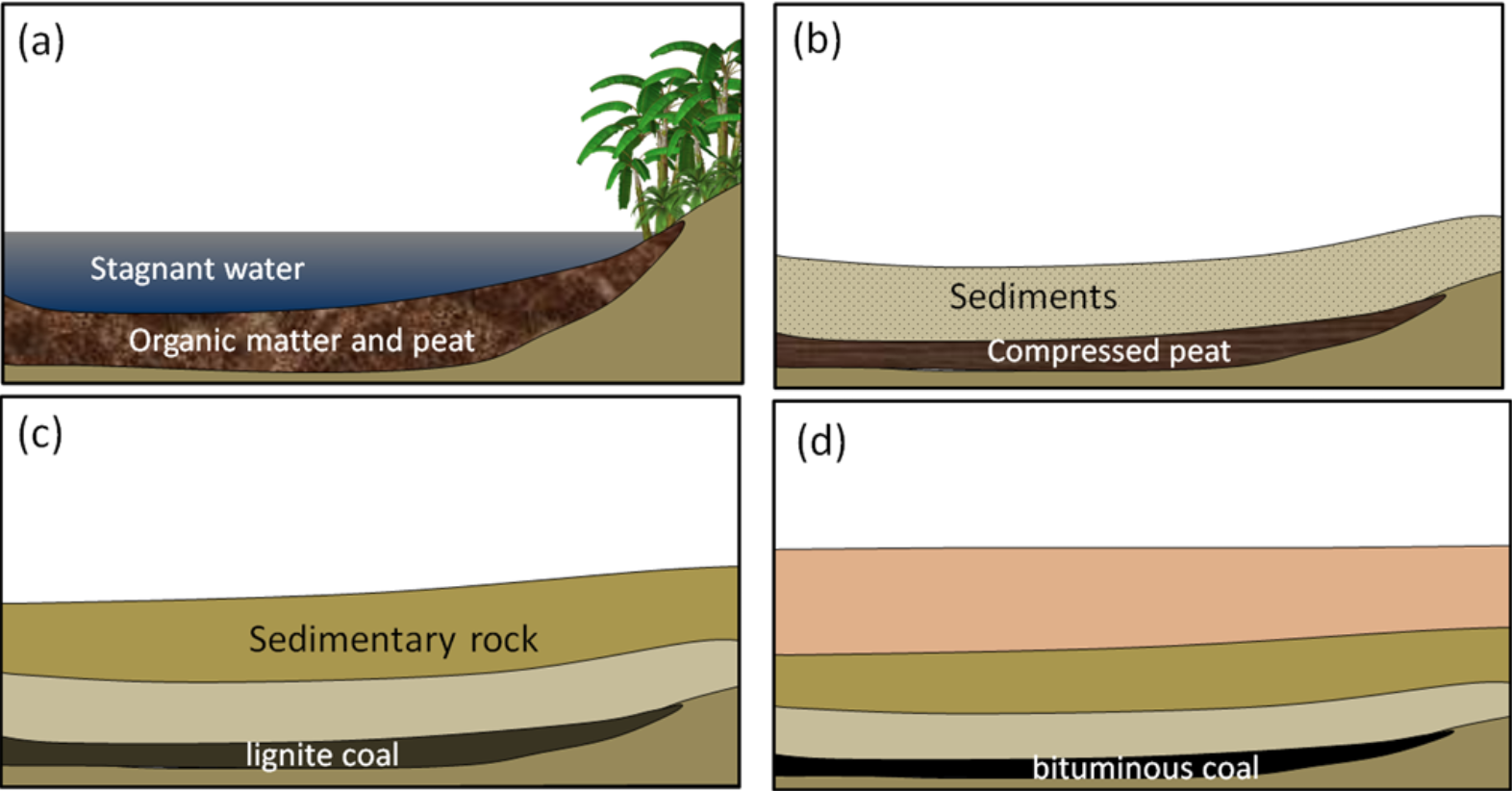
Diagramme représentant les processus de formation des charbons humiques : (a) accumulation de débris végétaux et de tourbe (peat sur le schéma) dans un bassin marécageux (marais, tourbière) ; accumulation de sédiments détritiques par-dessus, conséquence de la subsidence du bassin (b) ; diagenèse qui transforme les sédiments en roche sédimentaire et la tourbe compactée en lignite (c) puis en houille (d).
Le processus est analogue pour les charbons sapropéliques ou d'autres, plus rares, les charbons de spores et de grains de pollen.

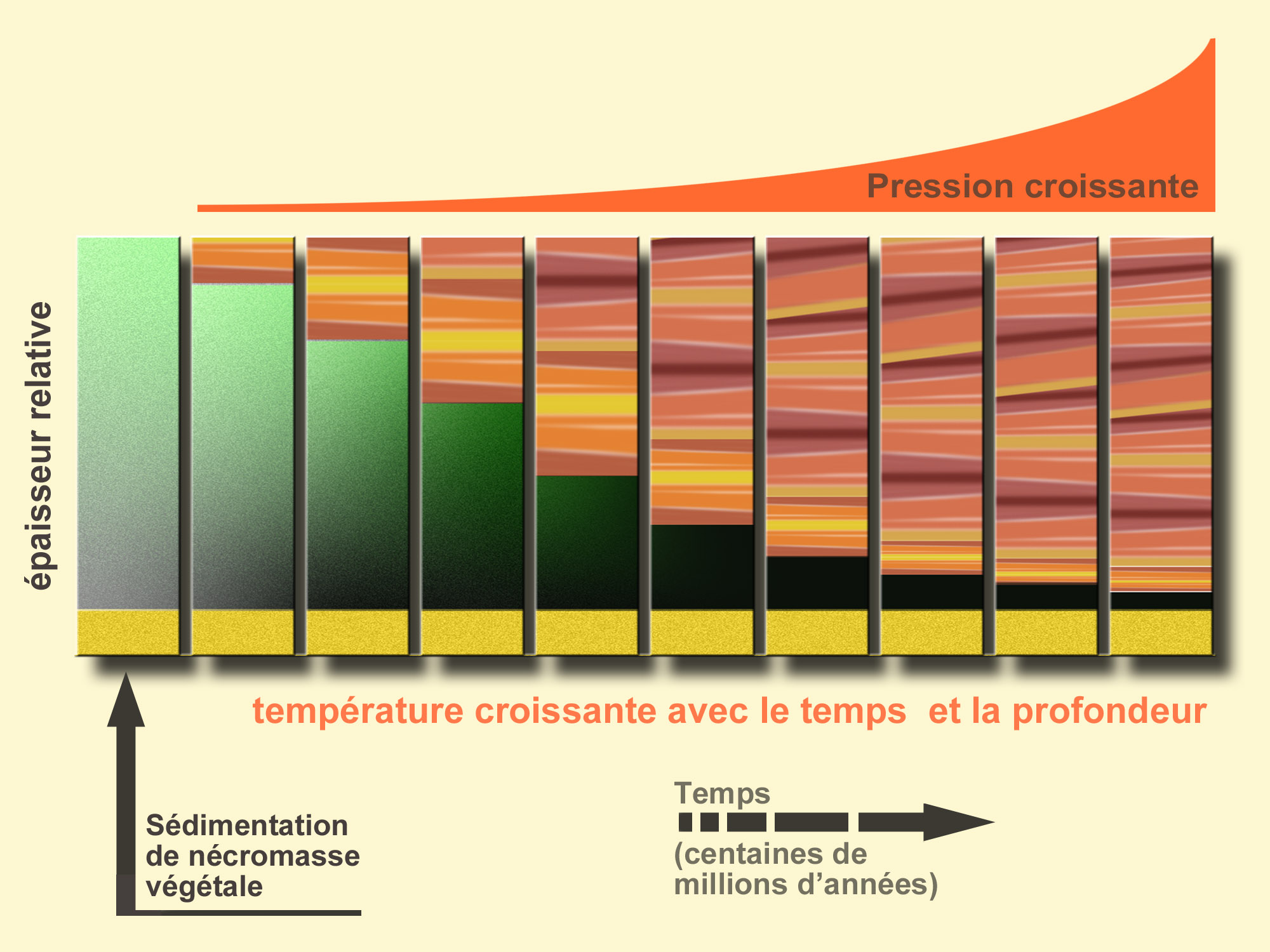
Schéma simplifié du processus de houillification. Ce phénomène s'étend sur des millions à des centaines de millions d’années.
Les couches plus ou moins épaisses de débris végétaux (feuilles, troncs, spores, pollens... en vert à gauche) se transforment peu à peu en charbon (en noir à droite) et en gaz (dont une partie deviendra le gaz de couche ou grisou), sous l'effet conjoint de deux principaux facteurs :
1) la chaleur ;
2) la pression des couches sédimentaires qui s'accumulent au-dessus du charbon.

Après accumulation sur place des débris d'une forêt marécageuse (formation autochtone du charbon) ou transport fluviatil de débris végétaux de toute taille (formation allochtone du charbon), les sédiments organiques subissent une suite de transformations, dite diagenèse. Dans les gisements autochtones qui correspondent à des bassins houillers soit lacustres (bassins limniques) soit côtiers et lagunaires (bassins paraliques), on observe une rythmicité de la sédimentation. La répétition de séquences sédimentaires appelées cyclothèmes (cycles de transgression/régression, séparés par des discontinuités et au sein desquels se développent des veines de charbon) fait l'objet de plusieurs interprétations « pour expliquer la rythmicité de cette sédimentation : (enfoncement) subsidence par saccades de quelques mètres chacune, variation du niveau marin par glacioeustatisme, divagation de méandres ou de cônes alluviaux (autocyclicité) ».
Les processus de charbonisation débutent par la lithification (compaction et cimentation des sédiments organiques). Ils comprennent une phase biologique faisant intervenir des actions microbiennes anaérobies (rôle notamment des bactéries méthanogènes qui produisent du méthane dit biogénique, dont une partie sera adsorbée dans le futur charbon) qui interviennent dans la destruction de la cellulose. Le remaniement biochimique (condensation, polymérisation) des biopolymères à faible profondeur conduit à la formation de géopolymères précurseurs du kérogène, macromolécule réticulée. L'évolution diagénétique des charbons est principalement déterminée par l'augmentation de la température lors de l'enfouissement qui entraîne la perte de volatils (H2O, CO2) et l'enrichissement différentiel en carbone : la phase géochimique de transformation du kérogène conduit ainsi à la formation des lignites en deçà des 1 000 m jusque vers 5 000 m (craquage thermique (en) des molécules de kérogène pour des températures de 100 à 200 °C) et à des anthracites au-delà (stade ultime de la métagenèse (de) avant celui du métamorphisme qui transforme la roche en graphite).
Le processus se répète au fur et à mesure de la formation de couches successives selon la dynamique sédimentaire qui se fait au rythme de l'histoire des « remplissages sédimentaires » et donc des paléopaysages et paléoclimats (les paléoforêts, sources de charbon, étaient de type tropical humide, sur terres émergées ou littorales, éventuellement fréquemment inondées). Avec le temps le contexte géologique, tectonique, et paléogéothermique prend de l’importance dans le processus, en lien avec la structuration du bassin houiller concerné.
Les dépôts détritiques subissent une transformation progressive où le carbone finit par devenir le principal composant, faisant des couches de charbon (avec le pétrole et le gaz naturel) l’un des principaux puits de carbone de la planète (en termes de densité de carbone).

## Conditions de houillification
L’épaisseur du charbon et la structuration lithologique des couches dépendent de la distribution des dépôts détritiques initiaux qui sont notamment contrôlés par l’évolution du paléopaysage (bassins, vent, etc. ) mais aussi ensuite par l'activité des plissements et grandes failles qui se forment dans le bassin (en réponse à différents champs de contraintes), et par la forme du bassin (notamment sur ses bordures).
Dans un bassin « chaud », et/ou s’enfonçant rapidement à grande profondeur le processus de maturation du charbon sera moins lent. Le degré d’inclinaison du socle sous-jacent, sa proximité et le pendage des couches géologiques incluant les couches de charbon en formation ont également une influence sur la vitesse de houillification. 

Ce processus peut être interrompu une ou plusieurs fois dans le temps, par exemple par la remontée du charbon en surface (à l’occasion de plissements associés à de grands phénomènes érosifs).
L’histoire géologique et la composition initiale du matériau détritique expliquent que le processus de houillification et le taux de gaz de couche d’un charbon (plus ou moins poreux) peuvent être très hétérogènes dans un même bassin et pour des dépôts formés à une même époque. Des phénomènes d’arrêt et de reprise de houillification sont très fréquents, dont en France par exemple.

## Enjeux
La connaissance et compréhension des processus de houillification est un enjeu scientifique d’importance, notamment pour ses liens avec les grands phénomènes de puits de carbone, mais c’est aussi un enjeu technique et industriel, car le rang d’un charbon a une grande importance pour la carbochimie, la production de coke en métallurgie ou encore pour prévoir son comportement lors de la combustion (notamment quand il est pulvérulent ou semi-pulvérulent) ou production de charbon activé.